# Михайлівська церква (Кисилин)

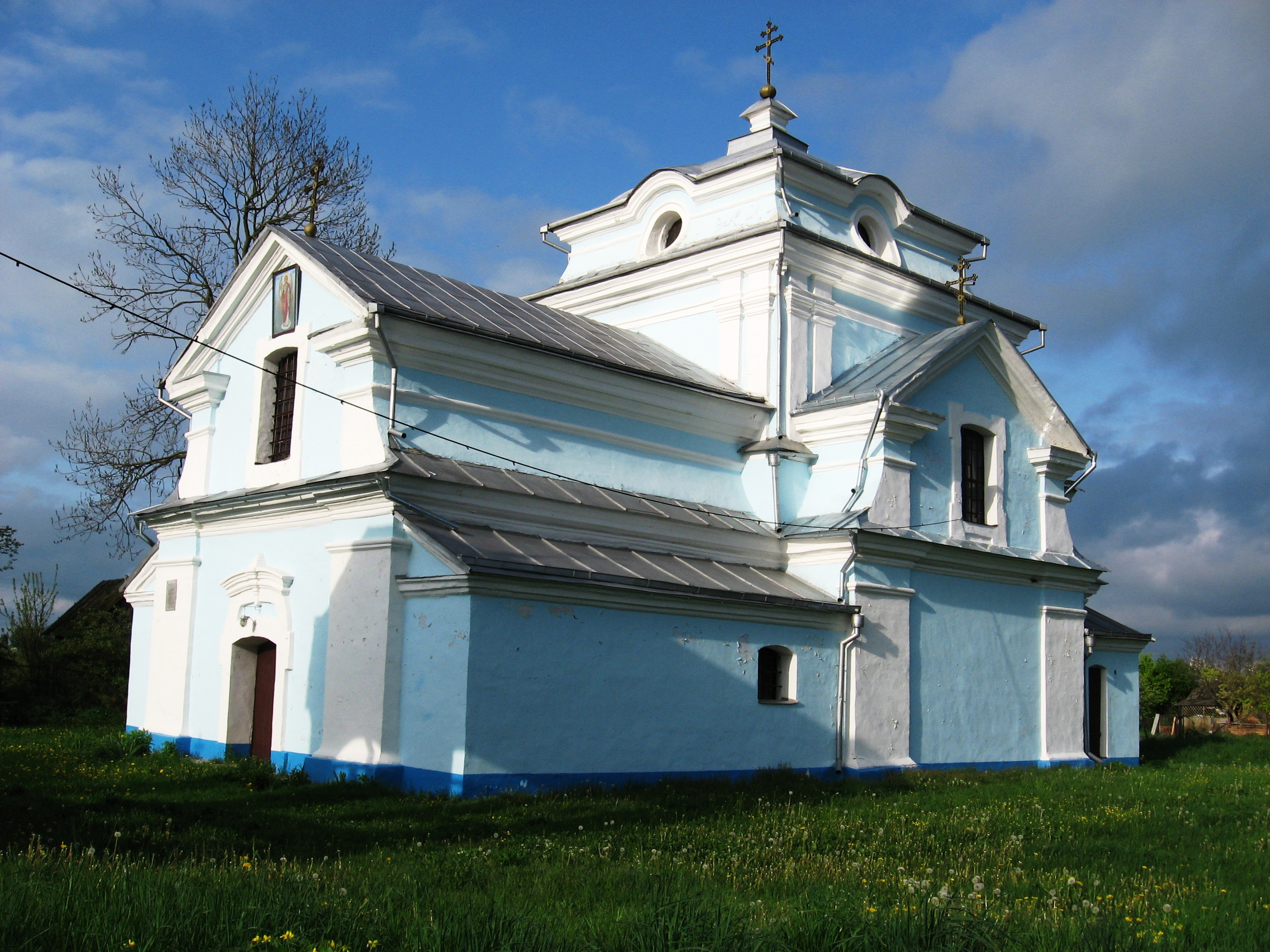
Михайлівська церква, с.Кисилин

Михайлівська церква — діючий православний храм, збудований в 1777 році у селі Кисилин Затурцівської сільської громади Володимирського району Волинської області, виконаний у стилі барокко.Церква належить до найдавніших православних храмів краю із числа тих, що були зведені після монголо-татарської навали. Протягом всього часу існування кисилинську Свято-Михайлівську церкву жодного разу не була закрито.

## Історія
Церква побудована у 1777 році за кошти поміщиків,які не поскупилися для церкви ні на дорогу обробку, ні на кількість земель, які додаються до храму. На сьогоднішній день їх число значно змінилося, в радянський період вони були розподілені для потреб селища.
Під час Першої світової війни частину храмової стіни було знищено, але  коштом місцевого населення згодом її відбудували. Але, в цілому, церква залишилася майже неушкодженою,  до нашого часу збереглися ковані решітки XVІІ ст. і залишки замка.

## Особливості будови
Архітектурна форма храму характерна для ХVІІ століття. Крім того, деякі дослідники цей стиль називають аріанським. На знак того, що Кисилин свого часу був осередком аріан – протестантської гілки раннього християнства.
Для будівництва церкви був використаний місцевий матеріал завдяки тому, що у с. Кисилин працювали вапнярка і два цегельних заводи. Основа мурованої церкви має форму хреста, його центральна частина є прямокутною. Стіни будівлі мають понад півтораметрову товщину, в яких знаходяться бокові ніші, над кожною нішею розташовано аркове склепіння. На міцних стінах тримається двох'ярусний купол дугоподібної форми. 

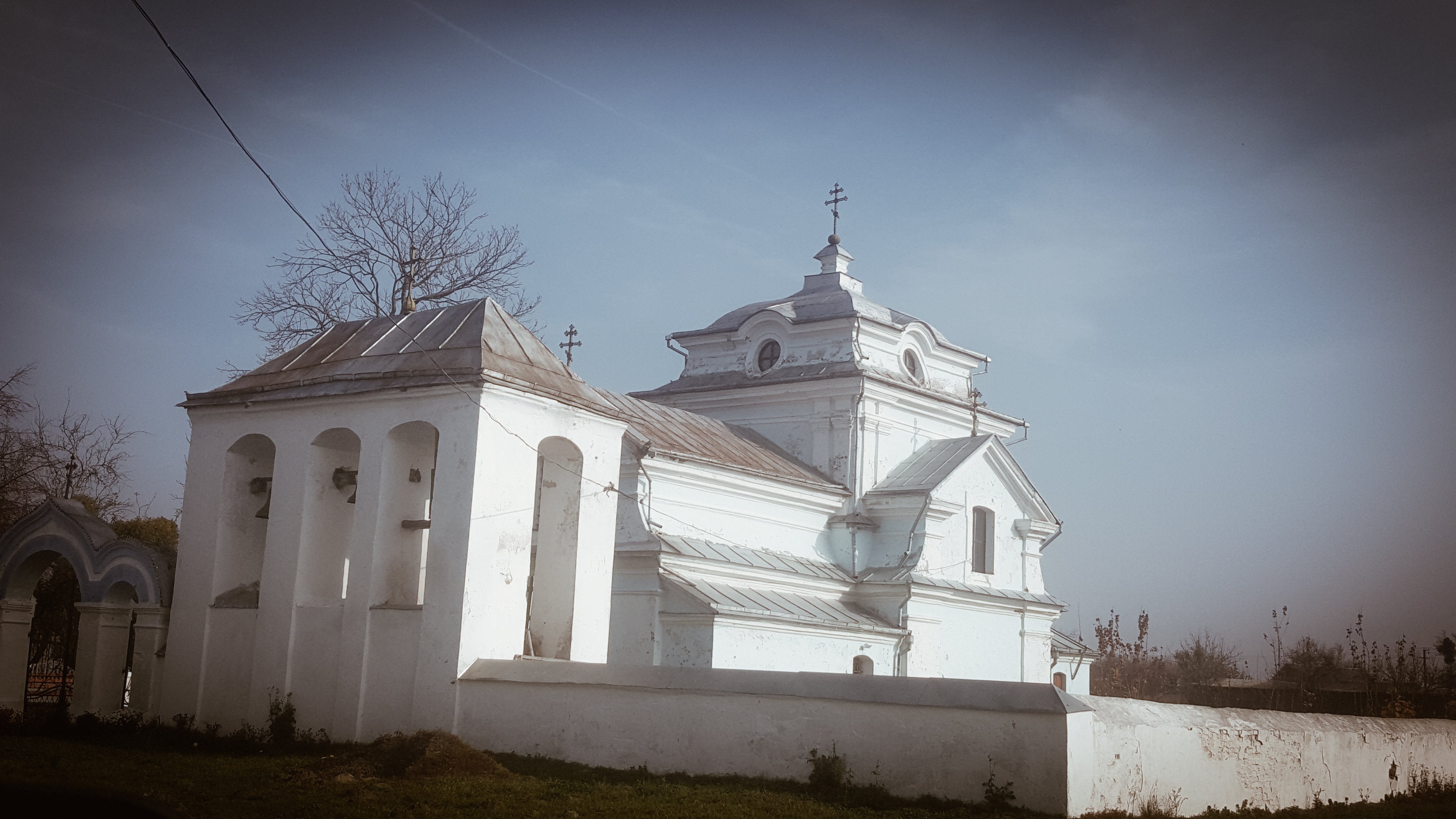
Культурна спадщина України, м.Кисилин

За розмірами вона невелика, стіни мають товщину менше метра, виконана у стилі бароко, скоріш за всі від початку була греко - католицької, також могла виконувати фортифікаційну функцію, про це свідчать широчезні стіни - мінімум 15 метрів мурована огорожа навколо із масивною дзвіницею, непритаманною для релігійних споруд на Волині.Церква багата писаними малюнками різних періодів від XVII по XX сторіччя, має гарний іконостас, прикрашений позолотою, що знаходиться у відмінному стані, незважаючи на поважний вік.

## Охоронний статус
Михайлівська церква охороняється державою як оригінальна пам'ятка архітектури XVІІІ ст. і зараз належить православній громаді Київського патріархату.

## У літературі
Згадується у книзі "Світильники отчої віри"  Сегейда Харитона Пилиповича : "...в Першу світову війну, всі будівлі Кисилина були спалені. Вцілів тільки костьол, хоча і з деякими пошкодженнями і церква, якої російська артилерія не зруйнувала".

## Дивитись також
- Києво-печерська лавра;
- Голгофа;
- Нерухома драбина.